# Bakumiwka (rejon browarski)
Bakumiwka (ukr. Бакумівка, do 2016 Czerwonoarmijśke, ukr. Червоноармійське) – wieś na Ukrainie, w obwodzie kijowskim, w rejonie browarskim, w hromadzie Barysziwka. W 2001 liczyła 46 mieszkańców.